# 24-Stunden-Rennen von Spa-Francorchamps 1974

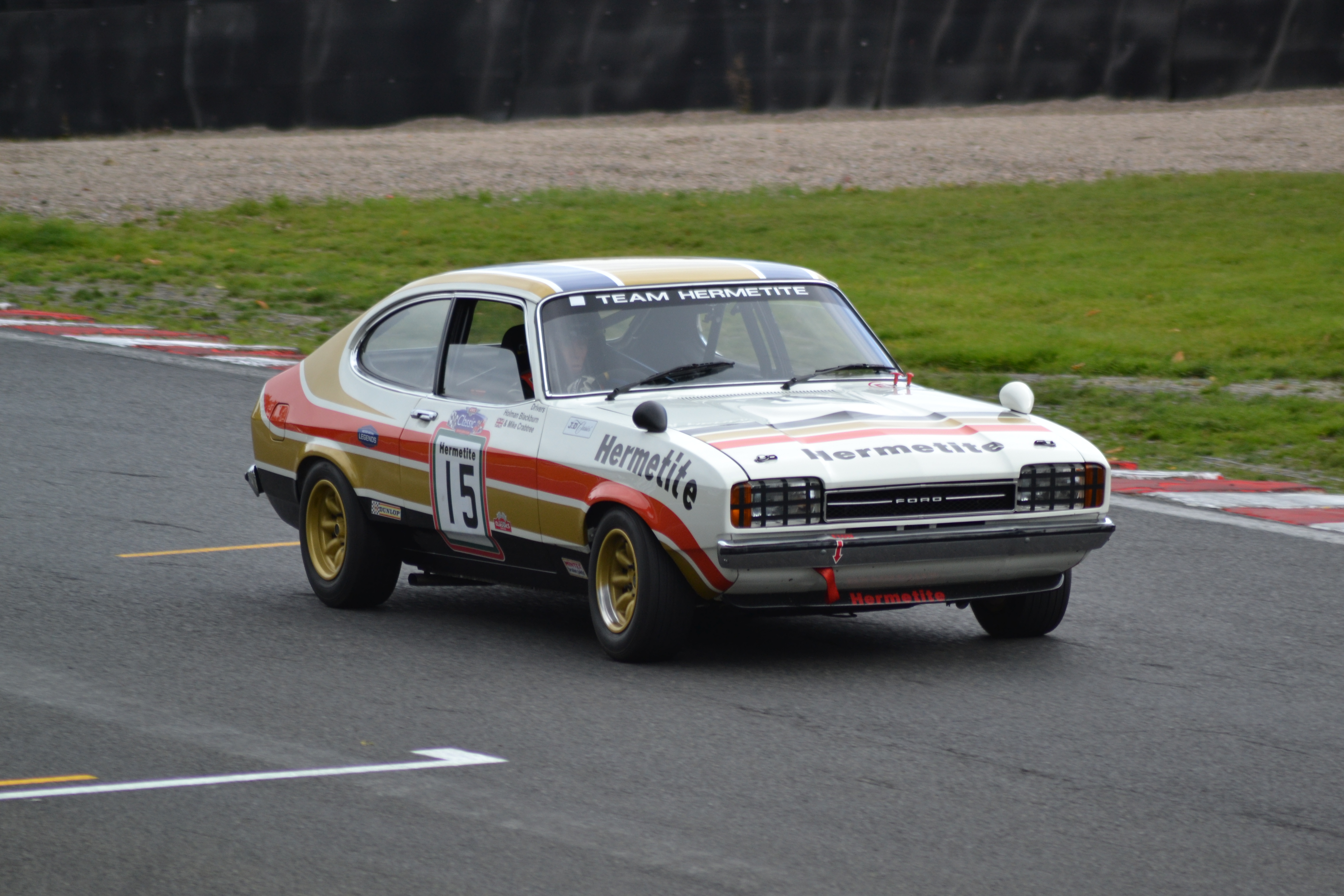
Der Ford Capri 3000 GT von Les Blackburn und Mike Crabtree

Das 26. 24-Stunden-Rennen von Spa-Francorchamps, auch 24 heures de Francorchamps, fand vom 27. bis 28. Juli 1974 auf dem Circuit de Spa-Francorchamps statt und war der zweite Wertungslauf der Trophée de l’Avenir dieses Jahres.

## Vor dem Rennen
Nach den tödlichen Unfällen 1973 gerieten die Streckenbetreiber des Circuit de Spa-Francorchamps erneut unter Druck. Wieder ging es um die Sicherheit der Fahrer auf der Strecke. Bereits 1971 hatten die Verantwortlichen der Formel 1 die Konsequenzen gezogen und den Großen Preis von Belgien erst nach Nivelles-Baulers und danach nach Zolder verlegt. Auch im Bereich der Sportwagenrennen regte sich Widerstand, das 1000-km-Rennen weiter auf der Rennbahn in den Ardennen zu fahren. Die Fahrzeuge waren zu schnell geworden und der 14 Kilometer lange, größtenteils aus öffentlichen Straßen bestehende Rundkurs war längst nicht mehr zeitgemäß. 1973 fuhren beim 1000-km-Rennen Derek Bell und Mike Hailwood im siegreichen Mirage M6 eine Durchschnittsgeschwindigkeit von 244,444 km/h. Die Durchschnittsgeschwindigkeit der schnellsten Trainingsrunde von Jacky Ickx im Ferrari 312PB lag bei 263,415 km/h. Dabei war er nur unwesentlichen langsamer als Lewis Hamilton 47 Jahre später, der im Training zum Großen Preis von Italien 2020 im Mercedes-AMG F1 W11 EQ Performance eine Geschwindigkeit von 264,362 km/h erreichte (aktuell die schnellste Durchschnittsgeschwindigkeit einer Runde der Formel 1). Auch die Gruppe-2-Tourenwagen hatten den Rahmen längst gesprengt. Hans-Joachim Stuck fuhr 1973 im BMW 3.0 CSL die Pole-Position mit einer Geschwindigkeit von 221 km/h heraus.
Die Streckenbetreiber reagierten und verbannten – beraten von dem ehemaligen Rennfahrer Paul Frère – die Gruppe-2-Wagen. Durch diese Maßnahme verlor das Rennen den Status eines Wertungslaufs der Tourenwagen-Europameisterschaft. Frére organisierte daraufhin eine drei Veranstaltungen umfassende Rennserie, zu der auch das 24-Stunden-Rennen zählte. Außerdem fanden an der Strecke erste Umbaumaßnahmen statt. Den Teil, an dem sich 1973 die fatale Kollision zwischen Hans-Peter Joisten und Roger Dubos ereignete, entschärften Bauarbeiter durch eine Schikane.

## Das Rennen
Die britische Motorsportabteilung von Ford brachte zwei neue Ford Capri II 3.0 nach Spa. John Fitzpatrick und Tom Walkinshaw steuerten den englischen Wagen. Den gelb lackierten, von BP Belgium gesponserten Wagen, fuhren Claude Bourgoignie und Yvette Fontaine. Der dritte britische Ford war ein Capri 3000 GT. Zwei BMW 3.0 CSL meldete Luigi Racing und die französische Groupe Ligier einen Citroën SM für Guy Chasseuil und François Migault. Pierre Rubens und Hermès Delbar starteten im von Claude Dubois gemeldeten fünf Jahre alten Ford Mustang 428 CJ mit 7,1-Liter-V8-Motor. Pierre Rubens gewann die beiden, von einem belgischen Konfiserie-Unternehmen ausgelobten Sonderpreise. Für den Führenden nach der ersten Runde und der ersten Rennstunde gab es so viel Konfekt, wie der führende Fahrer wog. Bei Pierre Rubens waren es zweimal 82 kg Bonbons.
Alle drei Capris fielen früh im Rennen aus und bei Einbruch der Dunkelheit führte Patrick Nève im Opel Commodore GS/E. Nach einem Getriebeschaden am Nève-Opel übernahmen Jean Xhenceval, Alain Peltier und Pierre Dieudonné im Luigi-BMW die Führung und gaben sie bis zur Zielankunft nicht mehr ab. Das Trio gewann mit dem Vorsprung von drei Runden auf Claude Ballot-Léna und Bernard Béguin im Alfa Romeo 2000 GTV.

## Ergebnisse

### Schlussklassement
| 1                  | Div. 4 | 12 | Luigi Racing                   | Jean Xhenceval Alain Peltier Pierre Dieudonné                        | BMW 3.0 CSL                  | 294 |
| 2                  | Div. 3 | 33 | Autodelta S.p.A.               | Claude Ballot-Léna Bernard Béguin                                    | Alfa Romeo 2000 GTV          | 291 |
| 3                  | Div. 3 | 30 | Autodelta S.p.A.               | Teodoro Zeccoli Walter Dona                                          | Alfa Romeo 2000 GTV          | 289 |
| 4                  | Div. 4 | 24 | DNRT Marlboro Team             | Huub Vermeulen Fred Frankenhout                                      | Opel Commodore GS/E Gr. 1    | 282 |
| 5                  | Div. 3 | 48 | Team Butch Broadspeed          | Andy Rouse Tony Dron                                                 | Triumph Dolomite Sprint      | 280 |
| 6                  | Div. 3 | 39 | Promoteam                      | Jean-Claude Chamaillard Joost Byttebier                              | Alfa Romeo 2000 GTV          | 279 |
| 7                  | Div. 3 | 40 | Promoteam                      | Eric Mandron Edgar Gillessen Tin Tin                                 | Alfa Romeo 2000 GTV          | 277 |
| 8                  | Div. 4 | 18 | Opel Gulf Racing Team          | Dany Wauters Francis Polak Patrick Nève                              | Opel Commodore GS/E          | 275 |
| 9                  | Div. 3 | 45 | Team Butch Broadspeed          | John Hine Freddy Grainal John Handley                                | Triumph Dolomite Sprint      | 274 |
| 10                 | Div. 4 | 14 | Luigi Racing                   | Pierre Dieudonné Hughes de Fierlant Marc Demol                       | BMW 3.0 CSi                  | 274 |
| 11                 | Div. 3 | 34 | Autodelta S.p.A.               | Arcadio Pezzali Maurizio Possumato Franco Stefenelli                 | Alfa Romeo 2000 GTV          | 273 |
| 12                 | Div. 3 | 44 | DNRT Marlboro Team             | Loek Vermeulen Wim Boshuis                                           | Opel Manta 19 SR             | 270 |
| 13                 | Div. 3 | 38 | Promoteam                      | Jacques Beckers Jean-Pierre Wielemans                                | Alfa Romeo 2000 GTV          | 269 |
| 14                 | Div. 3 | 37 | Promoteam                      | Guy Deschamps Jeannot Sauvage Tin Tin                                | Alfa Romeo 2000 GTV          | 269 |
| 15                 | Div. 3 | 36 | Scuderia Mille Miglia          | Richard Mattozza Jean Degey                                          | Alfa Romeo 2000 GTV          | 267 |
| 16                 | Div. 2 | 50 | Audi NSU Angers                | Lucien Guitteny Jean-Claude Boucher                                  | Audi 80 GT                   | 264 |
| 17                 | Div. 4 | 10 | G. Decoster                    | Jean-Jacques Feider Jean-Marie Détrin Michel Delcourt Romain Feitler | BMW 3.0 CSi                  | 263 |
| 18                 | Div. 2 | 57 | Duckhams Remco Team            | Freddy Vandecaveye Nico van Kerkhoven                                | Renault R17 TS               | 261 |
| 19                 | Div. 2 | 52 | Audi NSU Angers                | A. Beziat A. Charrier                                                | Audi 80 GT                   | 259 |
| 20                 | Div. 3 | 43 |                                | Ken Coffey Nigel Moores                                              | Ford Escort Mk.I RS 2000     | 256 |
| 21                 | Div. 2 | 66 | Audi Total Racing              | Jean-Louis Hecq R. Landeloos Jeannot Laurent                         | Audi 80 GT                   | 254 |
| 22                 | Div. 2 | 67 | Astree Shagrila RT             | Jean-Michel Martin Roland de Jamblinne                               | Alfa Romeo 1600 GT Junior    | 252 |
| 23                 | Div. 1 | 85 | East Belgian Racing Team       | René Laplume Tony di Stefano                                         | Fiat 128                     | 252 |
| 24                 | Div. 1 | 79 | Racing Team Amil               | Pierre Laffeach Serge Zeppelini Jean-Daniel Raulet                   | Datsun Cherry 120A           | 248 |
| 25                 | Div. 1 | 84 | Gert Visé                      | Heinz Gerckens Hubert Szameit                                        | Alfa Romeo 1300 GT Junior    | 245 |
| 26                 | Div. 1 | 82 | Racing Team Amil               | J. P. Gonay Jean Delvenne Jean-Daniel Raulet                         | Datsun Cherry 120A           | 244 |
| 27                 | Div. 4 | 17 | Opel Gulf Racing Team          | Jean-Louis Ravenel Marcel Grué Eddy Joosen                           | Opel Commodore GS/E          | 235 |
| 28                 | Div. 1 | 80 | Racing Team Amil               | Charles van Stalle Henri Sonveau Henry Miroux Jean-Daniel Raulet     | Datsun Cherry 120A           | 234 |
| 29                 | Div. 2 | 51 | Audi NSU Angers                | Daniel Dupré Alex Soulard                                            | Audi 80 GT                   | 232 |
| Ausgefallen        |        |    |                                |                                                                      |                              |     |
| 30                 | Div. 1 | 71 | Simca Racing Team              | Remy Marquet Robert Laine                                            | Simca Rallye 2               |     |
| 31                 | Div. 4 | 2  | Inotage Mobel Alvisse          | Nicolas Koob Aloyse Kridel                                           | Ford Mustang                 |     |
| 32                 | Div. 3 | 31 | Autodelta S.p.A.               | Carlo Facetti Spartaco Dini                                          | Alfa Romeo 2000 GTV          |     |
| 33                 | Div. 3 | 41 | Promoteam                      | Roland Imbert Alain Serpaggi                                         | Alfa Romeo 2000 GTV          |     |
| 34                 | Div. 2 | 68 | Kent Racing International      | Michel Lauria Nello Brunetti                                         | Alfa Romeo 1600 GT Junior    |     |
| 35                 | Div. 2 | 56 |                                | Claude Holvoet Marcel Engels                                         | Toyota Celica GT             |     |
| 36                 | Div. 3 | 32 | Autodelta S.p.A.               | Jean-Louis Haxhe Jacques Berger Vincenzo Cazzago                     | Alfa Romeo 2000 GTV          |     |
| 37                 | Div. 2 | 54 | Audi Total Racing              | Francis Hollebecq Jeannot Laurent                                    | Audi 80 GT                   |     |
| 38                 | Div. 2 | 64 | Audi NSU Angers                | A. Gaudin Bernier                                                    | Audi 80 S                    |     |
| 39                 | Div. 3 | 42 | Kent Racing International      | van der Elst Rudy Host                                               | BMW 2002 TI                  |     |
| 40                 | Div. 4 | 11 | Racing Team De Wit             | Jean-Paul Rieu Michel Beviaire Jean Wansart                          | BMW 3.0 CS                   |     |
| 41                 | Div. 4 | 15 | Racing Team Atlas              | Noël van Assche Serge Laurent                                        | BMW 3.0 CSi                  |     |
| 42                 | Div. 4 | 25 | Automobiles Ligier Maserati    | Guy Chasseuil François Migault                                       | Citroën SM                   |     |
| 43                 | Div. 1 | 81 | Racing Team Amil               | Philippe Stevens Charles Touchard                                    | Datsun Cherry 120A           |     |
| 44                 | Div. 1 | 75 | Haribo Racing Team             | Lothar Moll Bodo Eichner                                             | Fiat 128 Coupé 1300          |     |
| 45                 | Div. 4 | 20 | Ford UK Hermetite              | John Fitzpatrick Tom Walkinshaw                                      | Ford Capri II 3.0            |     |
| 46                 | Div. 4 | 21 | Ford BP Racing Team            | Claude Bourgoignie Yvette Fontaine                                   | Ford Capri II 3.0            |     |
| 47                 | Div. 4 | 22 | Hermetite Products             | Les Blackburn Mike Crabtree                                          | Ford Capri 3000 GT           |     |
| 48                 | Div. 4 | 1  | Claude Dubois                  | Pierre Rubens Hermès Delbar                                          | Ford Mustang 412 CJ          |     |
| 49                 | Div. 4 | 19 | Opel Gulf Racing Team Marabout | Willy Braillard Bernard de St. Hubert René Tricot                    | Opel Commodore GS/E          |     |
| 50                 | Div. 4 | 16 | Opel Gulf Racing Team          | René Tricot Patrick Nève                                             | Opel Commodore GS/E          |     |
| 51                 | Div. 4 | 3  | Wolf Aperol Racing Team        | Yves Deprez Pierre-Yves Bertinchamps                                 | Chrysler Hemicuda            |     |
| 52                 | Div. 1 | 86 | DNRT Marlboro Team             | Jim Vermeulen Arthur van Dedem                                       | Simca Rallye 2               |     |
| 53                 | Div. 1 | 70 | Simca Racing Team              | Marco Jacky Delhaes                                                  | Simca Rallye 2               |     |
| 54                 | Div. 3 | 47 | Team Butch Broadspeed          | Julien Vernaeve John Handley Etienne Stalpaert                       | Triumph Dolomite Sprint      |     |
| 55                 | Div. 3 | 46 | Team Butch Broadspeed          | Claude de Wael Etienne Stalpaert John Handley Freddy Grainal         | Triumph Dolomite Sprint      |     |
| 56                 | Div. 4 | 26 | Renstal Excelsior              | Dennis Thorne Patrick Leeson                                         | Vauxhall Firenza Magnum 2300 |     |
| 57                 | Div. 2 | 53 | Audi Total Racing              | Johann Abt Hans-Joachim Nowak Michel Weber                           | Audi 80 GT                   |     |
| 58                 | Div. 1 | 77 | East Belgian Racing Team       | Emmanuel Remion Pascal Witmeur                                       | Fiat 128                     |     |
| Nicht gestartet    |        |    |                                |                                                                      |                              |     |
| 59                 | Div. 3 | 35 | NMB Racing Team                | Hans Deen Han Akersloot Han Tjan                                     | Alfa Romeo 2000 GTV          | 1   |
| 60                 | Div. 1 | 78 | East Belgian Racing Team       | Maurice Lenaif Georges Cremer                                        | Fiat 128 Sport Coupé         | 2   |
| Nicht qualifiziert |        |    |                                |                                                                      |                              |     |
| 61                 | Div. 1 | 76 | Renstal Excelsior              | Ugo Meloni Wilfried van Dijck                                        | Fiat 128                     | 3   |
| 62                 | Div. 1 | 73 | Marabout Racing Team           | Jean-Marie Herman                                                    | Simca Rallye 2               | 4   |
| 63                 | Div. 2 | 60 | Ecurie Pays Noir               | Jean Caufriez P. Francken                                            | Opel Ascona 16 S             | 5   |
| 64                 | Div. 2 | 61 | Ecurie Pays Noir               | Albin Navaux Bernard Vandresse                                       | Opel Ascona 16 S             | 6   |
| 65                 | Div. 2 | 69 |                                | Charles Naveau Jeannot Sauvage                                       | Alfa Romeo 1600 GT Junior    | 7   |

1 Unfall im Training
2 nicht gestartet
3 nicht qualifiziert
4 nicht qualifiziert
5 nicht qualifiziert
6 nicht qualifiziert
7 nicht qualifiziert

### Nur in der Meldeliste
Hier finden sich Teams, Fahrer und Fahrzeuge, die ursprünglich für das Rennen gemeldet waren, aber aus den unterschiedlichsten Gründen daran nicht teilnahmen.
| Pos. | Klasse | Nr. | Team                  | Fahrer                          | Chassis             |
| ---- | ------ | --- | --------------------- | ------------------------------- | ------------------- |
| 66   | Div. 1 | 86  |                       | Jean-Louis Goblet Robert Laine  | Simca 1000 Rallye 2 |
| 67   | Div. 1 | 90  | Scuderia Mille Miglia | Tarcisio Fornera Paolo Zuercher | Fiat 128            |

### Klassensieger
| Klasse | Fahrer             | Fahrer              | Fahrer          | Fahrzeug            | Platzierung im Gesamtklassement |
| ------ | ------------------ | ------------------- | --------------- | ------------------- | ------------------------------- |
| Div. 4 | Jean Xhenceval     | Alain Peltier       | Perre Dieudonné | BMW 3.0 CSL         | Gesamtsieg                      |
| Div. 3 | Claude Ballot-Léna | Bernard Béguin      |                 | Alfa Romeo 2000 GTV | Rang 2                          |
| Div. 2 | Lucien Guitteny    | Jean-Claude Boucher |                 | Audi 80 GT          | Rang 16                         |
| Div. 1 | René Laplume       | Tony di Stefano     |                 | Fiat 128            | Rang 23                         |

### Renndaten
- Gemeldet: 67
- Gestartet: 58
- Gewertet: 29
- Rennklassen: 4
- Zuschauer: 176.000
- Wetter am Renntag: warm und trocken
- Streckenlänge: 14,100 km
- Fahrzeit des Siegerteams: 24:00:00.000 Stunden
- Gesamtrunden des Siegerteams: 294
- Gesamtdistanz des Siegerteams: 4145,400 km
- Siegerschnitt: 182,804 km/h
- Pole Position: Pierre Rubens – Ford Mustang 428CJ (#1) – 4:23,200 = 193,131 km/h
- Schnellste Rennrunde: Pierre Rubens – Ford Mustang 428CJ (#1) – 192,181 km/h
- Rennserie: 2. Lauf der Trophée de l'Avenir 1974